# Banque cantonale de Fribourg
Pour les articles homonymes, voir BCF.
 (février 2022).
Si vous disposez d'ouvrages ou d'articles de référence ou si vous connaissez des sites web de qualité traitant du thème abordé ici, merci de compléter l'article en donnant les références utiles à sa vérifiabilité et en les liant à la section « Notes et références ».
La Banque Cantonale de Fribourg (BCF) est la banque cantonale du canton de Fribourg, en Suisse.  En tant que banque universelle, elle pratique les activités de banque de détail, de gestion de fortune, de banque des entreprises et de trading.

## Organisation

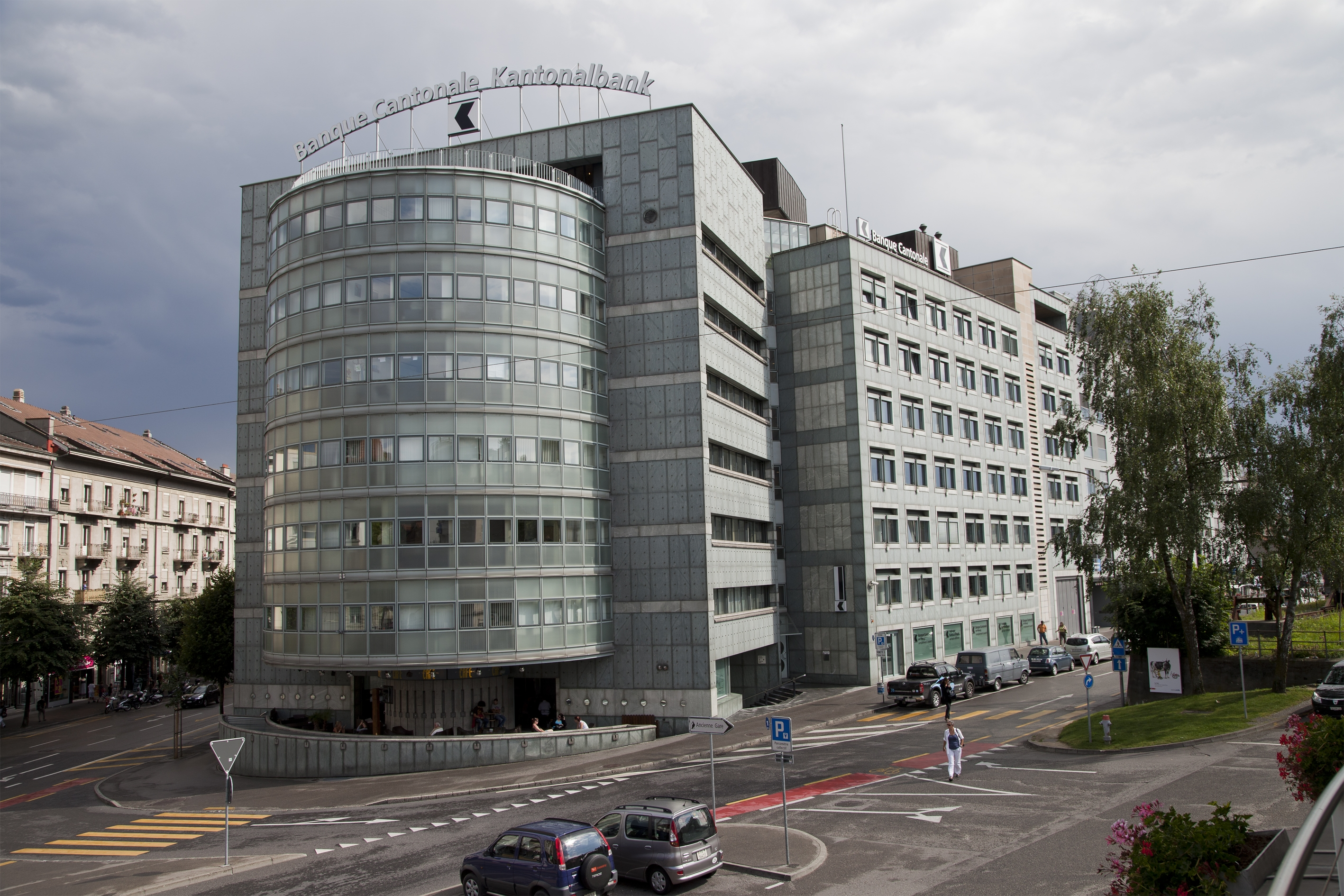
Siège social conçu par Mario Botta en 1987, au centre de Fribourg.

La Banque Cantonale de Fribourg (BCF) est une personne morale de droit public dont le siège social, conçu par Mario Botta en 1987, est implanté à Fribourg. Elle bénéficie de la garantie totale de l'État de Fribourg. En contrepartie, elle a versé 64,6 millions au canton, aux communes et aux paroisses en 2022.